# Micael Borges
Micael Leandro de Farias Borges (Rio de Janeiro, 12 de dezembro de 1988) é um ator e cantor brasileiro. Começou a carreira no filme Cidade de Deus e tornou-se conhecido como Luciano na décima sexta temporada de Malhação e Pedro na novela Rebelde, que lhe rendeu o prêmio de Melhor Ator no Troféu Raça Negra.

## Biografia
Micael nasceu no dia 12 de dezembro de 1988 na cidade do Rio de Janeiro. Foi criado na comunidade do Vidigal. É o terceiro filho do casal de nordestinos Antônia e Jorge Borges. Tem uma irmã e um irmão mais velhos que se chamam Lidiane e Lindenberg, e um irmão mais novo chamado Luan. Em 1993, começou a carreira de ator aos 5 anos, após atuar na peça de teatro infantil É Proibido Brincar.

## Carreira

### 2001–2010: Início da Carreira
Em 2001, apareceu no cinema como elenco de apoio do filme Copacabana e ficou notório após atuar como Caixa Baixa no longa-metragem Cidade de Deus em 2002. Foi vocalista do tema de abertura da dublagem VoxMundi da série LazyTown. O tema de abertura, rendeu ao ator o "Prêmio Contigo! de Dublagem" em 2005 na categoria de "Melhor Tema de Abertura – Série Infantil", e o ator acabou ganhando o prêmio. Estreou nas telenovelas em Caminhos do Coração de 2007 como Juliano. Em 2009, foi o primeiro protagonista negro do seriado adolescente Malhação, protagonizando a décima sexta temporada ao lado da atriz Bianca Bin. No mesmo ano formava o grupo Melanina Carioca ao lado de oito amigos.

### 2011-2013: Rebelde
Em 2011, foi escolhido como um dos seis protagonistas do seriado Rebelde Brasil da RecordTV, interpretando Pedro Costa, sendo mais tarde premiado no Troféu Raça Negra como "Melhor Ator" pelo papel. Ao embarcar como protagonista no seriado Rebelde, passou a integrar o grupo musical da trama, junto com Chay Suede, Arthur Aguiar, Mel Fronckowiak, Sophia Abrahão e Lua Blanco denominado Rebeldes. Lançado em 30 de setembro de 2011, o álbum auto-intitulado, chegou a terceira posição dos mais vendidos da semana e mais tarde certificado disco de ouro pela ABPD, por vender mais de cinquenta mil cópias apenas no Brasil.
Em abril de 2012, o grupo lançou o seu primeiro e único álbum ao vivo e de vídeo do grupo, intitulado Rebeldes: Ao Vivo, gravado no Espaço das Américas, na cidade de São Paulo.
No dia 5 de dezembro de 2012 Micael lançou seu primeiro single solo "Essa Noite Eu Vou Ficar", divulgando mais tarde o clipe da música. O clipe foi gravado no Vidigal, comunidade onde Borges cresceu.
Em 9 de dezembro de 2012, a banda Rebeldes lançou o segundo e último álbum de estúdio: Meu Jeito, Seu Jeito.
Em 2013, o grupo Rebeldes encerrou a sua atividade fonográfica, depois de quase dois anos de seu início. No mesmo ano, após quatro anos, Micael decidiu deixar seu outro grupo musical, o Melanina Carioca, para seguir em carreira musical solo.

### 2014-2015: Carreira Solo na Música
Em 11 de fevereiro de 2014, Micael lançou o seu primeiro extended play de estreia com cinco músicas, incluindo um remix do sucesso "Qual é o Andar?", desenvolvido pelo produtor Chuck Butler. A lista de músicas também contém os outros sucessos, como as músicas: "Zion Intro", "Essa Noite Eu Vou Ficar", "Leblon" e "Qual é o Andar?" na versão original, intitulado "Qual é o Andar da Felicidade?", pela gravadora Midas Music.
No mesmo ano, fez uma participação no filme Alemão dirigido por José Eduardo Belmonte.
Em 2015 lançou o single "Me Sinto Tão Bem" e apresentou uma série no YouTube chamada "Chega Aí!".

### 2016-2017: Outros Projetos na Música
Em 18 de março de 2016, o cantor lançou seu novo single de trabalho, intitulado "Sinal", em parceria com Lulu Santos e DJ Calfani, acompanhado de um vídeoclipe; Nas cenas do clipe, gravadas em uma praia de uma ilha deserta em Maresias, no litoral paulista, Micael aparece sem camisa e ao lado da atriz Mika Gulozian, interpretando a amada que o cantor tanto refere-se na música. Sobre o vídeo: "Depois do lançamento, o objetivo é continuar em turnê e fazendo com que minha música chegue a todos os cantos", comentou. A canção faz parte do seu segundo extended play, intitulado Pra Elas, lançado de forma independente.
Também em 2016, participou como cantor convidado da música "Vem Não Vem", de Lua Blanco. A música foi incluída como parte do álbum de estreia de Blanco, o "Mão no Sonho", lançado em 21 de março de 2016.
Em abril de 2017 entrou para o elenco do Dancing Brasil comandado pela apresentadora Xuxa.
No mesmo ano assinou um contrato com a gravadora de Anitta, firmando uma parceria com a cantora, lançou o seu single "A Noite toda".

### 2018-Presente:O Tempo Não Para,Só Se For Por AmoreCarnaval
Em 2018, após muitos anos se dedicando a música, Micael findou seu contrato com a cantora Anitta e voltou a atuação, integrando o elenco da telenovela O Tempo Não Para como Laércio, um golpista que é mais conhecido como Lalá, finge que é personal trainer, mas vive com um diploma falsificado. 
Em 2021 assinou um contrato com a Netflix e estrelou Carnaval dando vida ao cantor Freddy Nunes, que por conta da fama vive um caso as escondidas com seu empresário Jorge. No mesmo ano protagonizou o suspense policial Moscow dirigido por Mess Santos para o Prime Video, na produção o ator da vida ao assassino de aluguel Theo. 
Em 2022, estrelou a série Só Se For Por Amor para Netflix que acompanha ascensão de uma banda itinerante. Em 2023, estrelou a comédia romântica Um Ano Inesquecível - Verão para o Prime Video, interpretando o protagonista Guima, a obra é uma adaptação do bestseller Um Ano Inesquecível.

## Vida pessoal
Entre 2011 e 2012, namorou a atriz e cantora Sophia Abrahão, com quem fez par romântico na novela Rebelde. Antes disso, Micael conheceu Abrahão em 2009 ao participarem juntos do seriado Malhação.
Em abril de 2013, assumiu um namoro com a empresária Heloisy Oliveira. Em 30 de janeiro de 2014, o casal teve o seu primeiro filho, Zion Oliveira Borges.

## Discografia

### Extended plays(EPs)
| Álbum                         | Detalhes                                                                                                 |
| ----------------------------- | --- |
| Qual É o Andar da Felicidade? | - Lançamento: 11 de fevereiro de 2014 - Formato(s): Download digital, streaming - Gravadora: Midas Music |
| Remixes                       | - Lançamento: 24 de novembro de 2014 - Formato(s): Download digital, streaming - Gravadora: Midas Music  |
| Pra Elas                      | - Lançamento: 3 de junho de 2016 - Formato(s): Download digital, streaming - Gravadora: Independente     |

### Singles
Como artista principal
| Título                                                  | Ano  | Álbum                         |
| ------------------------------------------------------- | ---- | ----------------------------- |
| "Essa Noite Eu Vou Ficar"                               | 2012 | Qual É o Andar da Felicidade? |
| "Qual É o Andar?"                                       | 2013 | Qual É o Andar da Felicidade? |
| "Leblon" (part. Mr. Catra, Dubeat, Goobie e OriGame ZL) | 2014 | Qual É o Andar da Felicidade? |
| "Me Sinto Tão Bem"                                      | 2015 | Não adicionado à nenhum álbum |
| "Sinal" (part. Lulu Santos e DJ Kalfani)                | 2016 | Pra Elas                      |
| "Quero seu Amor"                                        | 2016 | Não adicionado à nenhum álbum |
| "A Noite Toda"                                          | 2017 | Não adicionado à nenhum álbum |
| "Sem Ela Não Dá"                                        | 2018 | Não adicionado à nenhum álbum |
| "Não Importa"                                           | 2019 | Não adicionado à nenhum álbum |
| "Se Arrependeu"                                         | 2020 | Não adicionado à nenhum álbum |

Como artista convidado
| Título                              | Ano  | Álbum                         |
| ----------------------------------- | ---- | ----------------------------- |
| "Deixa Rolar" (Gabily part. Micael) | 2016 | Deixa Rolar                   |
| "Mira" (Make U Sweat part. Micael)  | 2017 | Não adicionado à nenhum álbum |

Singles promocionais
| Título                                               | Ano  | Álbum                         |
| ---------------------------------------------------- | ---- | ----------------------------- |
| "Qual é Tua Parada?" (com Manu Gavassi part. Joseph) | 2014 | Não adicionado à nenhum álbum |

### Outras aparições
| Canção               | Ano  | Outro(s) artista(s) | Álbum                    |
| -------------------- | ---- | ------------------- | ------------------------ |
| "O Mundo dá Voltas"  | 2013 | Girls               | Girls                    |
| "Me dá Seu Telefone" | 2014 | Família MV          | Pega Nóis                |
| "Deixa Se Envolver"  | 2015 | Melanina Carioca    | Vivendo de Amor: Ao Vivo |
| "Vem Não Vem"        | 2016 | Lua Blanco          | Mão no Sonho             |
| "Faça Sua Aposta"    | 2016 | Dilsinho            | O Cara Certo             |

### Videoclipes
| Título                    | Ano  | Diretor(es)                     |
| ------------------------- | ---- | ------------------------------- |
| "Essa Noite Eu Vou Ficar" | 2013 | Adolpho Knauth                  |
| "Qual É o Andar?"         | 2013 | Adolpho Knauth e André Bandeira |
| "Leblon" (remix)          | 2014 | André Bandeira                  |
| "Me Sinto Tão Bem"        | 2015 | André Bandeira                  |
| "Sinal"                   | 2016 | Julio César e Filipe Nevares    |
| "Quero seu Amor"          | 2016 | Filipe Nevares                  |
| "Quero seu Amor" (remix)  | 2017 | Filipe Nevares                  |
| "A Noite Toda"            | 2017 | Phill Mendonça                  |

## Filmografia

### Televisão
| Ano       | Título              | Personagem                               | Notas                             |
| --------- | ------------------- | ---------------------------------------- | --------------------------------- |
| 2002      | Brava Gente         | Felipe                                   | Episódio: "Ana Neri"              |
| 2002      | Cidade dos Homens   | Amigo de Babão                           | Episódio: "O Cunhado do Cara"     |
| 2006      | Malhação            | Zeca                                     | Episódio: "18 de julho"           |
| 2007      | Linha Direta        | Israel Baptista dos Santos               | Episódio: "Césio 137"             |
| 2008      | Caminhos do Coração | Juliano Alves                            |                                   |
| 2009–2010 | Malhação            | Luciano Ribeiro                          |                                   |
| 2011–2012 | Rebelde             | Pedro Costa                              |                                   |
| 2014      | Milagres de Jesus   | Gad                                      | Episódio: "O Leproso de Genesaré" |
| 2017      | Dancing Brasil      | Participante (4º lugar)                  | Temporada 1                       |
| 2018      | O Tempo Não Para    | Laércio Batista Emerenciano (Lalá)       |                                   |
| 2022      | Só Se For Por Amor  | Valdo                                    |                                   |
| 2023      | Vai na Fé           | Jeferson Carneiro (Jefinho Sem-Vergonha) | Episódio: "04 de agosto"          |
| 2023–2024 | Fuzuê               | Jeferson Carneiro (Jefinho Sem-Vergonha) |                                   |
| 2024      | Dança dos Famosos   | Participante                             | Temporada 21                      |

### Cinema
| Ano  | Título                      | Personagem                 |
| ---- | --------------------------- | -------------------------- |
| 2001 | Copacabana                  | Menino de rua              |
| 2002 | Cidade de Deus              | Caixa Baixa                |
| 2003 | As Alegres Comadres         | Raul                       |
| 2004 | Irmãos de Fé                | Paulo                      |
| 2008 | Desenrola                   | Orelha                     |
| 2014 | Alemão                      | Negociador da ONG          |
| 2021 | Carnaval                    | Fred Nunes                 |
| 2021 | Moscow                      | Theo Amaral                |
| 2023 | Um Ano Inesquecível - Verão | Humberto Guimarães (Guima) |
| 2023 | O Lado Bom de Ser Traída    | Caio Siqueira              |

## Prêmios e indicações
| Ano  | Prêmio                                | Categoria            | Indicação                          | Resultado | Ref.   |
| ---- | ------------------------------------- | -------------------- | ---------------------------------- | --------- | ------ |
| 2011 | Troféu Raça Negra                     | Melhor Ator          | Rebelde                            | Venceu    | [ 11 ] |
| 2011 | Prêmio Extra de Televisão             | Melhor Tema Musical  | "Rebelde para Sempre" (em Rebelde) | Indicado  |        |
| 2012 | Meus Prêmios Nick                     | Gato do Ano          | Ele mesmo                          | Indicado  | [ 51 ] |
| 2012 | Capricho Awards                       | Melhor Ator Nacional | Rebelde                            | Venceu    | [ 52 ] |
| 2013 | Capricho Awards                       | Gato Nacional        | Ele mesmo                          | Indicado  |        |
| 2014 | Prêmio Multishow de Música Brasileira | Experimente          | Ele mesmo                          | Indicado  |        |
| 2014 | Capricho Awards                       | Cantor Nacional      | Ele mesmo                          | Indicado  |        |
| 2015 | Troféu Internet                       | Melhor Cantor        | Ele mesmo                          | Indicado  |        |
| 2018 | Prêmio Jovem Brasileiro               | Melhor Cantor        | Ele mesmo                          | Indicado  |        |